# Avram Iancu
Avram Iancu (Vidra [de Sus], hoy en día "Avram Iancu", distrito de Alba, 1824 — ibídem, 10 de septiembre de 1872) fue un abogado rumano de Transilvania, quien tuvo un papel importante al oponerse a la Revolución húngara de 1848, organizando un alzamiento rumano leal al emperador austríaco para contrarrestar los movimientos independentistas húngaros. Fue especialmente activo en la región de Ţara Moţilor y en las montañas Apuseni, luchando para los derechos de los rumanos en Transilvania. La organización de los campesinos en su entorno, así como la lealtad que juró a los Habsburgos, le ganaron el apodo "Crăişorul Munţilor" ("El Príncipe de las Montañas").

## Primeros años
Nacido en una familia de campesinos que habían sido emancipados de la servitud, Avram Iancu estudió humanidades en Cluj y después Derecho en la facultad. Llegó a ser escribano en Târgu Mureş, donde se enteró de los eventos del marzo de 1848 en Viena y Pest. Su actitud en ese momento simbolizaba la naturaleza del conflicto que habría de sobrecoger Transilvania: mientras Iancu apoyaba la transición, no estaba de acuerdo con el rechazo de los revolucionarios húngaros (muchos de los cuales eran terratenientes) a abolir la servitud (que en aquel tiempo afectaba a la mayoría de población rumana de Transilvania). 
Al regresar de las montañas Apuseni, empezó a reunir campesinos en Câmpeni, organizando protestas consideradas pacíficas por las autoridades, pero de toda manera amenazantes. Iancu y su socio Ioan Buteanu pasaron rápidamente a ser las figuras principales de las acciones rumanas en esa área, especialmente después de participar en las Asambleas de Blaj de abril. En Blaj, los dos optaron por el ala radical del movimiento. Agrupado alrededor de Alexandru Papiu Ilarian, se oponía al deseo de los revolucionarios húngaros de unir Transilvania con Hungría. Entraron en conflicto con el ala menor, organizada en torno al obispo griego-católico Ioan Lemeni, que se inclinó por no boicotear las elecciones para el Parlamento de Hungría. 
Cuando la unión tuvo lugar el 30 de mayo de 1848, la mayoría de los activistas rumanos apelaron a Viena y al emperador Fernando I, uniéndose con los sajones de Transilvania. La tensión aumentó después del 11 de julio, cuando Hungría declaró su independencia. Austria empezó a escuchar las demandas rumanas, mientras tenían lugar conflictos sangrientos entre los nobles húngaros y sus siervos rumanos. La última Asamblea de Blaj vio al gobernador habsburgo, Anton Freiherr von Puchner, aprobando el armamento de las Guardias Nacionales para los rumanos y sajones. El 27 de septiembre, el linchamiento del plenipotenciario austríaco, el general Lemberg, por un grupo de Pest, cortó el diálogo entre los dos centros. El nuevo emperador Francisco José I y el gobierno austríaco ofrecieron a los rumanos numerosas libertades y derechos; aunque el gobierno de Lajos Kossuth abolió la servitud, no se podría comparar con la oferta del Imperio.

## Conflicto

### Estallido

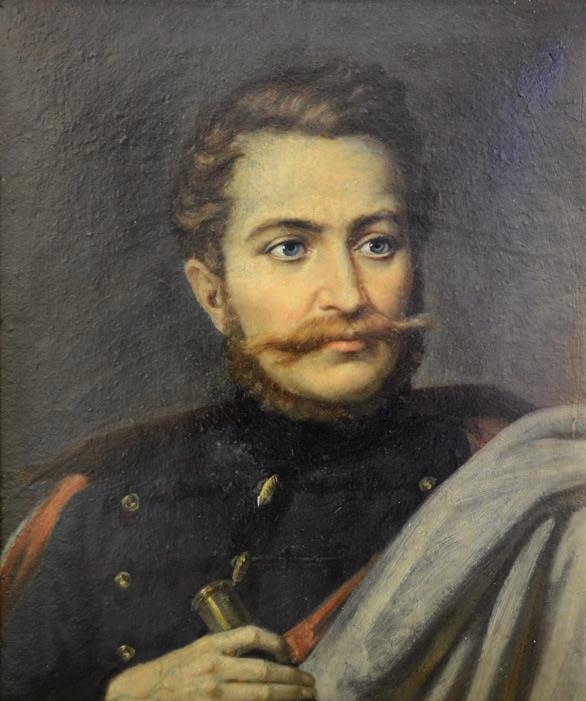

Los austríacos rechazaron claramente la demanda de octubre, que suponía que el criterio étnico llegase a ser la base para las fronteras internas, ya que el propósito era crear una provincia para los rumanos (Transilvania junto con Banato y Bucovina) - los austríacos no querían reemplazar la amenaza del nacionalismo húngaro por la de un potencial separatismo rumano. Sin embargo, no se declararon hostiles a la creación de cargos administrativos para los rumanos en Transilvania, ya que esto prevenía el control total de los húngaros en la región. 
El territorio fue organizado en "prefecturi" (de prefecto), con Avram Iancu y Buteanu de prefectos en Apuseni. La prefectura de Iancu, "Auraria Gemina" (nombre con simbolismo en latín), llegó a ser la más importante, puesto que controlaba también áreas adyacentes que nunca habían sido organizadas completamente. 
En el mismo mes, los esfuerzos administrativos quedaron parados, dado que los húngaros liderados por Józef Bem llevaron a cabo una fuerte ofensiva a través de Transilvania. Con el apoyo discreto de las tropas imperiales rusas, el ejército austríaco (menos las guarniciones de Alba Iulia y Deva) y la administración austrorrumana se retiraron a Muntenia y Oltenia (ambas ocupadas entonces por los rusos).

### Reducción
Avram Iancu lideró la única fuerza de resistencia: se retiró en terrenos duros, organizando una campaña de guerrilla en contra de las fuerzas de Bem, causándoles daños importantes y bloqueando la ruta hacia Alba Iulia. Fue, sin embargo, expuesto a graves problemas él mismo : los rumanos tenían pocas armas y poca munición. El conflicto duró unos meses, con todos los intentos húngaros a derrotar la resistencia de las montañas quedando sin éxito. 
En abril de 1849, Iancu fue contactado por el mensajero húngaro Ioan Dragoş (en realidad un diputado rumano del Parlamento Húngaro). Dragoş dio la impresión de estar actuando por su propio deseo de paz, y trabajó para convencer a los líderes rumanos a ir a Abrud para escuchar las demandas húngaras. El adversario directo de Iancu, el comandante húngaro Imre Hatvany, se aprovechó del armisticio provisorio para atacar a los rumanos en Abrud. No gozó, sin embargo, del elemento-sorpresa, ya que Iancu y sus hombres se retiraron y llegaron a rodearle. En el intervalo, Dragoş fue linchado por la gente de Abrud, al ser considerado parte de la artimaña de Hatvany. 
Hatvany enfureció a los rumanos también por capturar y ejecutar a Buteanu. Mientras su 
posición era cada vez más débil, fue atacado continuamente por los hombres de Iancu, hasta 
la gran derrota del 22 de mayo. Hatvany y la mayoría de su grupo armado fueron 
masacrados por sus adversarios, e Iancu capturó sus cañones, 
cambiando la 
ventaja táctica para los siguientes meses. Kossuth estuvo enfurecido por el gesto de Hatvany (una inspección de ese tiempo dimitió a todos los colaboradores cercanos de Hatvany), especialmente porque hacía futuras negociaciones poco probables. 
Sin embargo, el conflicto perdió dureza: los hombres de Iancu se concentraron en el control de recursos y provisiones locales, optando por causar daños solamente a través de escaramuzas. La intervención rusa en junio precipitó los acontecimientos, especialmente porque los polacos que luchaban en los contingentes húngaros querían ver una resistencia total al ejército zarista. Hombres como Henryk Dembiński mediaron un entendimiento entre Kossuth y los revolucionarios "émigré" valacos. Estos últimos, cercanos a Avram Iancu (particularmente Nicolae Bălcescu, Gheorghe Magheru, Alexandru G. Golescu y Ion Ghica) deseaban también derrotar al ejército zarista que había aplastado su movimiento en septiembre de 1848.

### Negociaciones
Bălcescu y Kossuth se encontraron en mayo de 1849 en Debrecen. Este contacto fue celebrado por los historiadores y políticos marxistas de Rumania, dado que la condenación de Karl Marx a todo lo que se oponía a Kossuth tuvo como resultado que se considerara como "reaccionario" a todo lo que se le opusiera. Parece que el acuerdo no fue de ninguna manera un pacto, pues Kossuth quería halagar a los valacos, intentando convencerles de que convenía que las fuerzas de Iancu dejaran completamente Transilvania para ayudar a Bălcescu en Bucarest. Mientras estuvo de acuerdo con mediar la paz, Bălcescu nunca presentó esta oferta a los combatientes de los Apuseni. Sus documentos personales (comentados por Liviu Maior) muestran que las suposiciones poco realistas de Kossuth lo hacían considerarle un "demagogo". 
Todavía resulta más contradictorio que lo único aceptado por Avram Iancu fue (una cosa que no fue demandada por ningún partido) la "neutralidad" de sus fuerzas en el conflicto entre Rusia y Hungría. Así, aseguró su posición cuando las fuerzas húngaras fueron derrotadas en julio, particularmente en la batalla de Sighişoara, y después capitularon en el 13 de agosto.

## Últimos años
Avram Iancu estuvo de acuerdo en desarmar a sus tropas cuando los austríacos tomaran el control y escribió un informe detallado al nuevo gobernador de Transilvania, Ludwig von Wohlgemuth (en 1850). Para evitar la sospecha del separatismo rumano, el documento no menciona los contactos con los valacos. Como los austríacos acordaron la abolición de la servitud, prohibieron también todas las instituciones representativas de Transilvania. Mientras el nacionalismo húngaro se movía hacia el Compromiso Austrohúngaro aceptable para las dos partes, la cuestión rumana causaba cada vez más irritación. El fervor revolucionario mostrado bajo Iancu, aunque fue favorable para la Monarquía, podría convertirse en un arma usada para varios propósitos - los austríacos temían especialmente que la fe ortodoxa de los rumanos pudiera encajar con el Paneslavismo, completando el hueco entre Serbia y el Imperio ruso. 
Es muy posible que Iancu no fuese capaz de apreciar correctamente los cambios. Si bien la decisión para su arresto inicial (en diciembre de 1849) fue rápidamente anulada por causa de las protestas locales (y considerada un abuso), Iancu quedó censurado por el resto de su vida; su biblioteca fue confiscada, y fue mantenido bajo supervisión. Fue incluso arrestado por segunda vez, en 1852, cuando se consideró que su presencia misma inflamaba el sentimiento local. Después de su liberación, Iancu visitó pronto Viena con el intento de presentar una petición al emperador. La policía se lo impidió, una humillación pública que le causó una crisis nerviosa de la que nunca se recuperó. Sus últimos 20 años de vida fueron marcados por una enfermedad mental. A partir del año 1852 su estado de salud mental empezó a deteriorarse. Vago sus últimos años de su vida en las montañas de Transilvania tocando la flauta. Las canciones era siempre tristes, Iancu acababa siempre llorando al final.
Hoy en día es considerado el héroe más grande de Transilvania, su memoria y herencia son más vivas que nunca, sobre todo entre "moti", los habitantes de las montañas Apuseni, donde viven todavía los descendientes actuales de los antiguos lanceros de Iancu.

En la mañana del 10 de septiembre de 1872, Avram Iancu fue encontrado muerto, con los ojos hacia al cielo, en el porche de la panadería (ahora museo) de Ioan Stupină, conocido como Lieber, Baia de Cris. Fue enterrado con funeral de Estado en 13 de septiembre en el Panteón de los Moti en Ţebea, provincia  Hunedoara, cerca del Roble de Horia. En el funeral servido 36 sacerdotes, encabezados por los decanos Mihălţanu (ortodoxa) y Brad Balint (católico) de Rosia Montana. En frente de convoy fúnebre estaban ex comandantes militares de los rumanos, que todavía estaba vivo: Simion Balint, Axente Sever, Andreica Mihai Nicolae Corcheş Clemente Aiudeanu . Para anunciar su muerte, las campanas fueron tocadas en las montañas durante tres días y tres noches. El comité funerario le proclamó "el héroe de la nación".
El funeral tuvo lugar debajo del Roble de Horea en el cementerio ortodoxo Ţebea según el deseo de Avram Iancu . Más de 4.000 personas, según otras fuentes 10 000 asistieron al funeral. Los locales llegaron a caballo de Vidra de Sus a partir del 11 de septiembre para la vigilia.
La ceremonia del funeral comenzó a las 14 horas, 13 de septiembre, en Baia de Cris, a continuación, el convoy que se extendía a lo largo de más de 2 kilómetros, comenzó su marcha hacia Ţebea. Durante todo el camido se cannto "La marcha de Iancu" y "Despierta, rumano!". Cuando entraron por primera vez a la gente la Ţebea, la última columna de la Baia de Cris acaba de hacer su camino.El joven que conduce el convoy estaba caminando con una bandera rumana en los colores rojo-amarillo-azul envuelto en negro. Cuando el ataúd fue bajado a la fosa, que se dispararon salvas de fusil en una muestra de honores militares.
La cruz de piedra fue donado por el sacerdote rumano John Tisú, y en ella se inscribe simplemente: "Avram Iancu, ADV, PREF LEG ROM en 1849-9 1872" - "ADVOCADO, PREFECTO de las LEGIONES RUMANAS en 1849-9 1872". 
Obituario de rumano "Telegraph" de Avram Iancu dice, "su vida en su conjunto seguirá siendo un espejo honesto de nuestra vida nacional".